# リビスパ
『リビスパ』は、福島中央テレビの夕方ワイド番組『ゴジてれ Chu !』で放送されているインフォメーションコーナー。2009年8月7日までは単独番組として放送されていた。
2019年4月1日現在情報ライブ ミヤネ屋終了とともにゴジてれ Chu !にステブレレスで開始するため番組としては終了している。

## 概要
『ママのぽけっと』と『パブ魂』を前身とするインフォメーションコーナーで、食品・飲料水・生活用品・自動車・住宅・イベントなどに関する情報を幅広く伝えている。また、「ピリッと中テレ中!」や「天気予報」などもコーナーに擁している。
2009年8月10日から『ゴジてれ Chu !』の放送時間が拡大するのに伴い、単独番組としては終了。以後は同番組内で放送されているが、2011年12月14日、『ゴジてれ Chu !』がFIFAクラブワールドカップ2011の放送で休止になったのに伴い、15時55分 - 16時00分に再び単独番組として放送された。

## 放送時間
- 月曜 - 木曜 15時50分 - 15時54分、金曜 15時50分 - 15時59分（開始時期不明 - 2008年3月28日）
- 月曜 - 金曜 15時50分 - 15時55分（2008年3月31日 - 2009年8月7日）

## 出演者
- 宮本美穂
- 揚妻理恵
- 大沢ももこ